# Tomislav Mazalović
Tomislav Mazalović (Vinkovce, 1990. június 10. –) horvát labdarúgó, az Inter Zaprešić játékosa.

## Pályafutása

### Klubcsapatban
Tomislav Mazalović Vinkovcében született, pályafutását pedig a helyi Cibalia csapatában kezdte. 2008-ban mutatkozott be a felnőttek között, összesen hat évet töltött a csapatnál és 143 bajnoki mérkőzésen lépett pályára. 2008 novemberében szerezte meg az első gólját a klubban és a horvát élvonalban egy Croatia Sesvete elleni 3–1-re megnyert bajnokin. 2010-ben az Európa-ligában is pályára lépett az északír Cliftonville elleni mérkőzésen.  2013 júliusában nem hosszabbította meg a lejáró szerződését és a következő szezon végén távozott a klubtól.
2014 nyarán az Inter Zaprešić játékosa lett. Az akkor másodosztályú csapatot feljutáshoz segítette, majd még három szezonon keresztül játszott a csapatban, amelynek többször csapatkapitánya is volt. 2017 májusában sérülés miatt hosszabb kihagyásra kényszerült. 2018 nyarán a Diósgyőri VTK szerződtette. Kevés játéklehetőséghez jutott, a szezonban mindössze 8 alkalommal volt kezdő. 2019. május 22-én a miskolci klub hivatalos honlapján közölte, hogy felbontották a horvát játékos szerződését. 

## Statisztika

### Klub
2018. május 21-én frissítve.
| Klub           | Szezon         | Bajnokság      | Bajnokság     | Bajnokság | Országos kupa | Országos kupa | Egyéb         | Egyéb | Összesen      | Összesen |
| Klub           | Szezon         | Bajnokság      | Pályára lépés | Gól       | Pályára lépés | Gól           | Pályára lépés | Gól   | Pályára lépés | Gól      |
| -------------- | -------------- | -------------- | ------------- | --------- | ------------- | ------------- | ------------- | ----- | ------------- | -------- |
| Cibalia        | 2008–09        | Prva HNL       | 26            | 1         | 0             | 0             | —             | —     | 26            | 1        |
| Cibalia        | 2009–10        | Prva HNL       | 21            | 1         | 0             | 0             | —             | —     | 21            | 1        |
| Cibalia        | 2010–11        | Prva HNL       | 19            | 0         | 2             | 0             | 2             | 0     | 23            | 0        |
| Cibalia        | 2011–12        | Prva HNL       | 20            | 1         | 3             | 0             | —             | —     | 23            | 1        |
| Cibalia        | 2012–13        | Prva HNL       | 28            | 7         | 6             | 1             | —             | —     | 34            | 8        |
| Cibalia        | 2013–14        | Druga HNL      | 29            | 2         | 0             | 0             | 2             | 0     | 31            | 2        |
| Cibalia        | Összesen       | Összesen       | 143           | 12        | 11            | 1             | 4             | 0     | 158           | 13       |
| Inter Zaprešić | 2014–15        | Druga HNL      | 23            | 3         | 1             | 0             | —             | —     | 24            | 3        |
| Inter Zaprešić | 2015–16        | Prva HNL       | 29            | 1         | 1             | 0             | —             | —     | 30            | 1        |
| Inter Zaprešić | 2016–17        | Prva HNL       | 28            | 0         | 1             | 0             | —             | —     | 29            | 0        |
| Inter Zaprešić | 2017–18        | Prva HNL       | 30            | 4         | 2             | 1             | —             | —     | 32            | 5        |
| Inter Zaprešić | Összesen       | Összesen       | 110           | 8         | 5             | 1             | —             | —     | 115           | 9        |
| Karrier összes | Karrier összes | Karrier összes | 253           | 20        | 16            | 2             | 4             | 0     | 273           | 22       |

## További információ
- Tomislav Mazalović adatlapja a Soccerway oldalon (angolul)
- Tomislav Mazalović adatlapja a horvát labdarúgó-szövetség oldalán (horvátul)